# Ivanivka, Berezivka
Ivanivka (în ucraineană Іванівка) este un sat în comunei Novokalceve din raionul Berezivka, regiunea Odesa, Ucraina.

## Demografie
Componența lingvistică a localității Ivanivka
     Ucraineană (88,71%)
     Română (8,87%)
     Rusă (1,61%)
     Alte limbi (0,81%)
Conform recensământului din 2001, majoritatea populației localității Ivanivka era vorbitoare de ucraineană (88,71%), existând în minoritate și vorbitori de română (8,87%) și rusă (1,61%).